# Іригаційні системи Афладж
22°59′56″ пн. ш. 57°32′09.8″ сх. д. / 22.99889° пн. ш. 57.536056° сх. д.
Системи зрошення Афладж — п'ять іригаційних систем «афладж», представляючих близько 3000 подібних систем, що використовуються в Омані. Зародження такого способу іригації може відноситися до 500 н. е., але археологічні свідчення показують, що системи іригації існували в цьому виключно посушливому регіоні ще в 2500 до н. е.
«Афладж» — це множина від «фаладж», що класичною арабською означає: розділяти на частки і рівномірно розподіляти обмежені ресурси, в чому і полягає специфічність цих іригаційних систем. Вода з підземних джерел або ключів направляється під впливом сили тяжіння, найчастіше на багато кілометрів, для забезпечення сільського господарства і побутових потреб. Ефективне управління і справедливий розподіл води в селах і містах все ще підтримуються завдяки збереженню міжобщинних зв'язків, дотримання традиційних цінностей, і ґрунтуються на астрономічних спостереженнях. Численні сторожові вежі, побудовані для захисту водогосподарських систем, що також входять до складу об'єкта Світової спадщини, демонструють історичну залежність місцевих співтовариств від системи «афладж». До складу об'єкта також включені мечеті, житлові будинки, сонячний годинник і будівлі для проведення водних аукціонів, пов'язані з системою.
«Афладж» знаходяться під загрозою у зв'язку з пониженням рівня підземних вод. Системи «афладж» є виключно добре збереженою формою природокористування.